# Réaction par étapes

Mécanisme d'addition électrophile en deux étapes

Une réaction par étapes est définie comme : « Une réaction chimique avec au moins un intermédiaire réactionnel, et impliquant au moins deux réactions élémentaires consécutives. »